# Pietro Generali

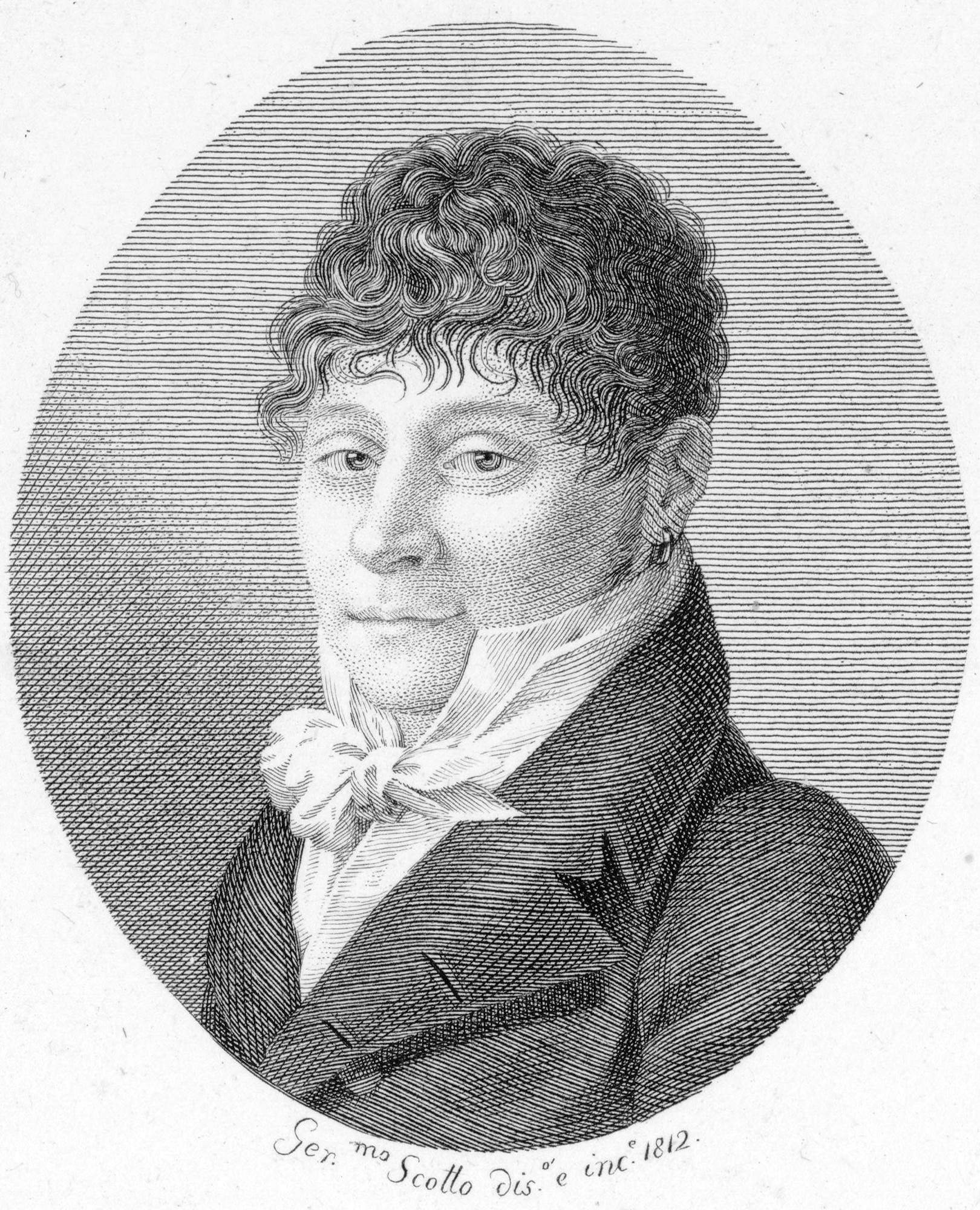
Pietro Generali

Pietro Generali (* 23. Oktober 1773 in Masserano; † 3. November 1832 in Novara; ursprünglich Pietro Mercandetti) war ein italienischer Komponist und Musikpädagoge.

## Leben und Werk
Über sein Geburtsdatum gibt es unterschiedliche Angaben, die Musikenzyklopädie Grove vermerkt hierzu den 23. Oktober 1773. Sein Vater änderte seinen Familiennamen, als er nach einem Bankrott mit seiner Familie nach Rom zog. Hier studierte Pietro Musik bei Giovanni Masi und schrieb nach einem Abschluss an der Congregazione di Santa Cecilia in Rom zunächst Kirchenmusik, bevor er 1800 seine erste Oper veröffentlichte.
Sein erster größerer Erfolg auf diesem Gebiet war die farsa Pamela nubile am Teatro San Benedetto im Jahre 1804, eine Zusammenarbeit mit dem bekannten Librettisten Gaetano Rossi, gefolgt von Le lagrime d'una vedova Ende Dezember 1808 am kleinen Teatro San Moisè. Bis zu Rossinis Aufstieg zählte er zu den bekanntesten Komponisten in Venedig. So hatte seine farsa Adelina, eine opera semi-seria oder farsa, die ebenfalls gemeinsam mit Rossi entstand, am Teatro San Moisè mit 20 Vorstellungen die meisten Aufführungen und übertraf damit Rossinis La cambiale di matrimonio um 8 Vorstellungen. 1812 schrieb er die Opera seria Attila und erzielte auch hier einige Erfolge, 1817 I Bacchanali di Roma. Inzwischen behinderte die überwältigenden Popularität von Rossini andere italienische Opernkomponisten am Aufbau ihrer eigenen Karriere. Generali zog deshalb nach Barcelona als Direktor der Operngesellschaft am Teatro Santa Cruz. Hier blieb er zwei Saisons, besuchte 1818 Italien und war 1819 in Paris, wo in jenem Jahr einige Frühwerke von ihm am Théâtre-Italien wiederaufgeführt wurden.
Von 1821 bis 1823 lebte er in Neapel, wo er noch einige Opern schrieb und unterrichtete, wobei unter anderem Luigi Ricci zu seinen Schülern zählte. Nach dieser Zeit kam seine Tätigkeit als Opernkomponist zu einem Ende. Er wurde Musikdirektor der Oper Palermo und wurde in dieser Funktion 1825 durch Donizetti ersetzt. Als im Mai 1826 die Polizei entdeckte, dass er Mitglied einer Freimaurerloge war, musste er das Königreich beider Sizilien verlassen. Er kehrte nach dem heimatlichen Norditalien zurück und wurde 1827 Maestro di cappella an der Kathedrale von Novara. Dieses Amt übte er bis zu seinem Tode aus und widmete sich in seinen letzten Lebensjahren hauptsächlich der Komposition von Kirchenmusik und dem Unterricht. Es sind von ihm etwa 54 Opern überliefert, sowie zahlreiche Kantaten, Messen, Requiems und andere kirchenmusikalische Werke.

## Rezeption
Unter seinen Zeitgenossen gab es widersprüchliche Beurteilungen seines Werks. 1828 schrieb der Kritiker Tommaso Locatelli in der Gazetta di Venezia über seine Oper Francesca di Rimini: „Es herrscht hier eine gewisse Sorglosigkeit, eine gewisse Trivialität des Stils, als ob der Maestro beinahe per otium (in der Freizeit) geschrieben hätte.“ In der Tat war Generali für eine etwas oberflächliche Art des Komponierens bekannt, was ihn oft dazu führte, seine Opern erst während der Probenarbeit fertig zu schreiben.
Pietro Generali ist heute selbst in Italien kaum mehr bekannt. Das Festival Rossini in Wildbad unternahm 2010 den erfolgreichen Versuch, Generali einem heutigen Publikum näherzubringen. Die moderne Erstaufführung von Adelina fand am 16. Juli 2010 im Königlichen Kurtheater Bad Wildbad in der Regie von Kay Link statt, die Titelpartie sang Dusica Bijelic. Deutschlandradio Kultur übertrug Adelina am 24. Juni 2010, eine Publikation auf CD ist 2015 bei Naxos erschienen.